# Velika Peratovica
Velika Peratovica falu Horvátországban Belovár-Bilogora megyében. Közigazgatásilag Grobosinchoz tartozik.

## Fekvése
Belovártól légvonalban 36, közúton 49 km-re délkeletre, Verőcétől légvonalban 13, közúton 30 km-re délnyugatra, községközpontjától légvonalban 9, közúton 13 km-re északkeletre a Bilo-hegység délnyugati lejtőin, a Peratovica-patak jobb partján fekszik.

## Története
A római hódítás előtt ezt a vidéket egy illír-kelta törzsek lakták. A rómaiak a pannóniai illír felkelés leverése után 9-ben kerítették teljesen hatalmukba területét. A római jelenlétről tanúskodik a Velika Peratovica és Velika Dapčevica közötti Gradina nevű hegyen található régészeti lelőhely, melyet egy kisebb késő római erőd maradványainak tartanak, ahova a lakosság a barbár betörések elől menekült. Zvonko Lovrenčević egy nagyméretű, négyszög alaprajzú római erőd romjait sejti a hegy tetején. A kérdésre csak egy régészeti feltárás adná meg a választ, mely ezidáig még nem történt meg.
1552-ben több mint száz évig tartó ismétlődő támadások után a török elfoglalta a közeli Verőce várát, majd rögtön ezután Zdencit is és tovább támadt nyugat felé. A térség az Oszmán Birodalom határterületén, többnyire a senkiföldjén feküdt, mely gyakran ki volt téve mindkét fél támadásainak. Ebben az időszakban települtek le itt az első pravoszláv vallású vlachok, akik főként Hercegovina és a Szandzsák területéről érkeztek. Közülük sokan iszlamizálódtak. 1684-ben a török Bécs alatti nagy veresége után elveszítette Verőce várát is, majd Szentgyörgyvárnál újabb vereséget szenvedett, így a muzulmán lakosság Boszniába húzódott vissza. Miután 1689-ben Pozsega is felszabadult a térségbe elérkezett a béke időszaka.
A török távozása után a község területe majdnem teljesen lakatlan volt és rengeteg szántóföld maradt műveletlenül. Ezért a bécsi udvar elhatározta, hogy a földeket a betelepítendő határőrcsaládok között osztja fel. Az első betelepülő családok 1698-ban érkeztek Lika, Bosznia, a horvát Tengermellék, Imotski és kisebb számban az Isztria területéről. Újjászervezték a közigazgatást is. Létrehozták a katonai határőrvidéket, mely nem tartozott a horvát bánok fennhatósága alá, hanem osztrák és magyar generálisok irányításával közvetlenül a bécsi udvar alá tartozott.
A települést 1774-ben az első katonai felmérés térképén „Dorf Velika Peratovicza” néven találjuk. A katonai közigazgatás idején a szentgyörgyvári ezredhez tartozott. Lipszky János 1808-ban Budán kiadott repertóriumában „Peratovicza (Velika)” néven szerepel. Nagy Lajos 1829-ben kiadott művében „Peratovicza (Velika)” néven 52 házzal, 13 katolikus és 268 ortodox vallású lakossal találjuk.
A katonai közigazgatás megszüntetése (1871) után Magyar Királyságon belül Horvát-Szlavónország részeként, Belovár-Kőrös vármegye Grubisno Poljei járásának része volt. 1857-ben 469, 1910-ben 1.328 lakosa volt. 1910-ben a népszámlálás adatai szerint lakosságának 82%-a szerb, 7%-a horvát, 3%-a magyar anyanyelvű volt. Az első világháború után 1918-ban az új szerb-horvát-szlovén állam, majd később (1929-ben) Jugoszlávia része lett. 1941 és 1945 között a németbarát Független Horvát Államhoz tartozott.
A szerb lakosság egy része a csetnikekhez csatlakozott, akik a község keleti részén tevékenykedtek. Már 1941-ben megalakultak az első partizán egységek is, melyekhez az antifasiszták csatlakoztak. Az usztasák sok szerbet foglyul ejtettek és táborokba zártak. A különösen veszélyesnek tartott elemeket a Pag szigetén létesített munkatáborba vitték. A háború után a település a szocialista Jugoszláviához tartozott. 1991-től a független Horvátország része. 1991-ben lakosságának 95%-a szerb nemzetiségű volt. A délszláv háború kirobbanása után szerb szabadcsapatok ellenőrizték. 1991. november 2-án az Otkos 10 hadművelet harmadik napján foglalta vissza a horvát hadsereg. A szerb lakosság néhány idős ember kivételével elmenekült. 2011-ben mindössze 26 lakosa volt.

## Lakossága
| Lakosság változása | Lakosság változása | Lakosság változása | Lakosság változása | Lakosság változása | Lakosság változása | Lakosság változása | Lakosság változása | Lakosság változása | Lakosság változása | Lakosság változása | Lakosság változása | Lakosság változása | Lakosság változása | Lakosság változása | Lakosság változása |
| ------------------ | ------------------ | ------------------ | ------------------ | ------------------ | ------------------ | ------------------ | ------------------ | ------------------ | ------------------ | ------------------ | ------------------ | ------------------ | ------------------ | ------------------ | ------------------ |
| 1857               | 1869               | 1880               | 1890               | 1900               | 1910               | 1921               | 1931               | 1948               | 1953               | 1961               | 1971               | 1981               | 1991               | 2001               | 2011               |
| 469                | 526                | 579                | 809                | 1.054              | 1.328              | 1.255              | 1.393              | 864                | 896                | 855                | 390                | 242                | 172                | 37                 | 26                 |

## Nevezetességei
Szent Paraskeva tiszteletére szentelt pravoszláv parochiális temploma 1895-ben épült a 18. századi fatemplom helyén. Egyhajós épület csehsüveg boltozattal, félköríves szentéllyel és a főhomlokzat felett emelkedő zömök harangtoronnyal. A főhomlokzatot boltíves portál és ablakok tagolják. Ikonosztázát Jovan Četirević Grabovan festette. A templom 1991-ben a délszláv háború során súlyosan megsérült. A megmaradt szerb lakosság anyagi és fizikai erőforrásai nem elégségesek a felújításához, így állapota egyre romlik.